# 債権回収会社
債権回収会社（さいけんかいしゅうがいしゃ、英: collection agency）とは、日本において、弁護士法の特例として特定金融債権の管理や回収を業として行うことができる株式会社をいう。サービサーともいう。債権管理回収業に関する特別措置法の規制を受け、同法の許可が必要である。法務省が所管する。

## 背景
債権については、原債権者である金融機関等が自ら管理回収することが原則であるが、いわゆるバブル経済の崩壊以降、不良債権化した債権などについては、債権回収を専門とする企業にその管理回収をゆだね、不良債権の効率的な処理を行うことが必要とされてきた。ところが、原則として単純な支払いの受領などを超える総合的な債権回収業務については、弁護士法に基づいて、弁護士が法律事務に関する業務を独占していることとの関係で違法となる可能性があった。
このことから、債権管理回収を行う会社については、特別法として制定された本法による規律を受けることとして、弁護士法の特例として業務を行うことを明確に認めることとなった。
債権回収を代行する業は、日本において法律事務にあたり、弁護士、認定司法書士（140万円以下の債権に限る）あるいは業として行うことが許可された債権回収会社以外の者が行うことは認められない。

## 許可の要件
債権管理回収業は、法務大臣の許可を受けた株式会社でなければ、営むことができない（第3条）。法務大臣は、許可の申請があったときは、許可申請者が次の各号のいずれかに該当する場合を除き、許可をしなければならない（第5条）。
1. 資本金の額が5億円以上の株式会社でない者
2. 債権管理回収業に関する特別措置法第24条第1項の規定により同法第3条の許可を取り消され、その取消しの日から5年を経過しない株式会社
3. この法律若しくは弁護士法又はこれらに相当する外国の法令の規定により罰金の刑（これに相当する外国の法令による刑を含む。）に処せられ、その刑の執行を終わり、又はその刑の執行を受けることがなくなった日から5年を経過しない株式会社
4. 常務に従事する取締役のうちにその職務を公正かつ的確に遂行することができる知識及び経験を有する弁護士のない株式会社
5. 暴力団員による不当な行為の防止等に関する法律（平成3年法律第77号）第2条第6号に規定する暴力団員（以下この号において「暴力団員」という。）又は暴力団員でなくなった日から5年を経過しない者（以下「暴力団員等」という。）がその事業活動を支配する株式会社
6. 暴力団員等をその業務に従事させ、又はその業務の補助者として使用するおそれのある株式会社
7. 取締役若しくは執行役（相談役、顧問その他いかなる名称を有する者であるかを問わず、会社に対し取締役又は執行役と同等以上の支配力を有するものと認められる者を含む。）又は監査役（以下この号において「役員等」という。）のうちに次のいずれかに該当する者のある株式会社
  - 心身の故障により債権管理回収業に係る業務を適正に行うことができない者として法務省令で定めるもの
  - 破産手続開始の決定を受けて復権を得ない者又は外国の法令上これと同様に取り扱われている者
  - 禁錮以上の刑（これに相当する外国の法令による刑を含む。）に処せられ、その刑の執行を終わり、又はその刑の執行を受けることがなくなった日から5年を経過しない者
  - この法律若しくは弁護士法又はこれらに相当する外国の法令の規定により罰金の刑（これに相当する外国の法令による刑を含む。）に処せられ、その刑の執行を終わり、又はその刑の執行を受けることがなくなった日から5年を経過しない者
  - 債権の管理又は回収に関し、刑法（明治40年法律第45号）、暴力行為等処罰に関する法律（大正15年法律第60号）、貸金業の規制等に関する法律若しくは暴力団員による不当な行為の防止等に関する法律又はこれらに相当する外国の法令により罰金の刑（これに相当する外国の法令による刑を含む。）に処せられ、その刑の執行を終わり、又はその刑の執行を受けることがなくなった日から5年を経過しない者
  - 暴力団員等
  - 債権回収会社が債権管理回収業に関する特別措置法第24条第1項の規定により同法第3条の許可を取り消された場合において、その取消しの日前6月以内に当該債権回収会社の役員等であった者で当該取消しの日から5年を経過しないもの
  - 債権管理回収業に関し不正又は不誠実な行為をするおそれがあると認めるに足りる相当の理由がある者
8. 債権管理回収業を適正に遂行するに足りる人的構成を有しない株式会社

また、債権回収会社は商号の中に「債権回収」という文字を入れなければならない。ただし、整理回収機構は、預金保険法の一部を改正する法律附則第11条第12項の規定により「商号中に債権回収という文字を使用することを要しない」こととなっている。実際は「債権」「回収」が離れていても認められている（例：東京スター銀行系のTSB債権管理回収株式会社）。逆に債権回収会社でない者は債権回収会社と誤認させるような商号を使用してはならない（第13条）。債権回収会社は原則として特定金銭債権の管理又は回収を行う業務及びその付随業務以外の業務を行うことはできず、営むには法務大臣の兼業承認を必要とする（第12条）。

## 特定金銭債権
債権管理回収業に関する特別措置法2条1項は次のように規定する。
- 一 次に掲げる者が有する貸付債権

イ 預金保険法2条1項に規定する金融機関
ロ 農林中央金庫
ハ 政府関係金融機関
ニ 独立行政法人中小企業基盤整備機構
ホ 農業協同組合法10条1項3号の事業を行う農業協同組合及び農業協同組合連合会
ヘ 水産業協同組合法11条1項4号の事業を行う漁業協同組合及び同法87条1項4号の事業を行う漁業協同組合連合会
ト 水産業協同組合法93条1項2号の事業を行う水産加工業協同組合及び同法97条1項2号の事業を行う水産加工業協同組合連合会
チ 保険会社
リ 貸金業の規制等に関する法律2条2項に規定する貸金業者
ヌ イからリまでに掲げる者に類する者として政令で定めるもの
- 二 前号に掲げる者が有していた貸付債権
- 三 前2号に掲げる貸付債権に係る担保権の目的となっている金銭債権
- 四 機械類その他の物品を使用させる契約であってその使用させる期間（以下この号において「使用期間」という。）が1年を超えるものであり、かつ、使用期間の開始の日（以下この号において「使用開始日」という。）以後又は使用開始日から一定期間を経過した後当事者の一方又は双方がいつでも解約の申入れをすることができる旨の定めがないものに基づいて、当該物品を使用させることの対価としての金銭の支払を目的とする金銭債権
- 五 それと引換えに、又はそれを提示して特定の販売業者又は役務の提供の事業を営む者（以下この号及び次号において「販売業者等」という。）から商品を購入し、又は役務の提供を受けることができる証票その他の物（以下この号及び次号において「証票等」という。）をこれにより商品を購入し、又は役務の提供を受けようとする者（以下この号において「利用者」という。）に交付し、当該利用者がその証票等と引換えに、又はそれを提示して販売業者等から商品を購入し、又は役務の提供を受ける場合において、その代金又は役務の対価に相当する金額を当該販売業者等に交付し、当該利用者から当該金額又はあらかじめ定められた時期ごとにその代金若しくは役務の対価に相当する金額の合計額を基礎としてあらかじめ定められた方法により算定して得た金額を受領することを約する契約に基づいて、当該利用者に対し生ずる金銭債権
- 六 証票等を利用することなく、販売業者等が行う購入者又は役務の提供を受ける者（以下この号において「購入者等」という。）への商品の販売又は役務の提供を条件として、その代金又は役務の対価の全部又は一部に相当する金額を当該販売業者等に交付し、当該購入者等から当該金額を受領することを約する契約に基づいて、当該購入者等に対し生ずる金銭債権
- 七 それと引換えに、又はそれを提示して商品を購入し、又は役務の提供を受けることができる証票その他の物をこれにより商品を購入し、又は役務の提供を受けようとする者（以下この号において「利用者」という。）に交付し、その証票その他の物と引換えに、又はその提示を受けて当該利用者に商品を販売し、又は役務を提供する場合において、その代金若しくは役務の対価又はあらかじめ定められた時期ごとにその代金若しくは役務の対価の合計額を基礎としてあらかじめ定められた方法により算定して得た金額を受領することを約する契約に基づいて、当該利用者に対し生ずる金銭債権
- 七の二 それと引換えに、又はそれを提示して商品を購入することができる証票その他の物を利用することなく、購入者から代金を6月以上の期間にわたり、かつ、3回以上に分割して受領することを条件として機械類を販売する契約（以下この号において「機械類販売契約」という。）又は購入者から代金を2月以上の期間にわたり、かつ、3回以上に分割して受領することを条件として割賦販売法（昭和36年法律第159号）第2条第4項に規定する指定商品を販売する契約（機械類販売契約を除く。）に基づいて、当該購入者に対し生ずる金銭債権
- 八 資産の流動化に関する法律（平成10年法律第105号）第2条第1項に規定する特定資産（以下「資産流動化法に規定する特定資産」という。）である金銭債権
- 九 削除
- 十 金銭債権であって、これを信託する信託の受益権が資産流動化法に規定する特定資産であるもの
- 十一 資産流動化法に規定する特定資産の管理及び処分により生ずる金銭債権（資産の流動化に関する法律第2条第3項に規定する特定目的会社又は同条第16項に規定する受託信託会社等が有するものに限る。）
- 十二 一連の行為として、次のイからホまでに掲げる資金調達の方法により得られる金銭をもって資産を取得し、当該資産の管理及び処分により得られる金銭をもって、それぞれ当該イからホまでに定める行為を専ら行うことを目的とする株式会社又は外国会社が有する当該資産（以下「流動化資産」という。）である金銭債権

イ 証券取引法（昭和23年法律第25号）第2条第1項第4号に掲げる有価証券又は同項第9号に掲げる有価証券のうち同項第4号に掲げる有価証券の性質を有する有価証券（同条第2項の規定により同号 に掲げる有価証券又は同条第1項第9号に掲げる有価証券のうち同項第4号に掲げる有価証券の性質を有する有価証券とみなされる権利を含む。）の発行 その債務の履行
ロ 証券取引法第2条第1項第8号に掲げる有価証券又は同項第9号に掲げる有価証券のうち同項第8号に掲げる有価証券の性質を有する有価証券（同条第2項の規定により同号に掲げる有価証券又は同条第1項第9号に掲げる有価証券のうち同項第8号に掲げる有価証券の性質を有する有価証券とみなされる権利を含む。）の発行 その債務の履行
ハ 資金の借入れ その債務の履行
ニ 証券取引法第2条第1項第6号に掲げる有価証券又は同項第9号に掲げる有価証券のうち同項第6号に掲げる有価証券の性質を有する有価証券（同条第2項の規定により同号に掲げる有価証券又は同条第1項第9号に掲げる有価証券のうち同項第6号に掲げる有価証券の性質を有する有価証券とみなされる権利を含む。）の発行 利益の配当及び消却のための取得又は残余財産の分配
ホ 商法（明治32年法律第48号）第535条に規定する匿名組合契約に基づく出資の受入れ 利益の分配又は出資の価額若しくは残額の返還
- 十三 金銭債権であって、これを信託する信託の受益権が流動化資産であるもの
- 十四 流動化資産の管理及び処分により生ずる金銭債権（第12号に掲げる株式会社又は外国会社が有するものに限る。）
- 十五 第1号に掲げる者であって、商業、工業、サービス業その他の事業を行う者から金銭債権を買い取ることを業として行うものが有する金銭債権（その業として買い取ったものに限る。）
- 十六 破産手続開始の決定、再生手続開始の決定、更生手続開始の決定、特別清算開始の命令又は外国倒産処理手続の承認の決定（以下「手続開始決定」という。）を受けた者（当該手続開始決定に係る破産手続、再生手続、更生手続、特別清算手続又は承認援助手続が終了している者を除く。次号において同じ。）が有する金銭債権
- 十七 手続開始決定を受けた者が譲渡した金銭債権
- 十八 特定債務等の調整の促進のための特定調停に関する法律（平成11年法律第158号）第2条第1項に規定する特定債務者が同条第3項に規定する特定調停が成立した日又は当該特定調停に係る事件に関し裁判所がする民事調停法（昭和26年法律第222号）第17条の決定が確定した日に有していた金銭債権
- 十九 手形交換所による取引停止処分を受けた者がその処分を受けた日に有していた金銭債権
- 二十 前各号に掲げる金銭債権を担保する保証契約に基づく債権
- 二十一 信用保証協会その他政令で定める者が前号に掲げる債権に係る債務を履行した場合に取得する求償権
- 二十二 前各号に掲げる金銭債権に類し又は密接に関連するものとして政令で定めるもの

## 債権回収会社の業態
債権回収会社の母体等としては以下のようなものがある。
- 政府
- 銀行
- 貸金業者
- 不動産業者
- 投資ファンド
- 独立系
  - 経営コンサルタント
  - コールセンター

貸金業者系の債権回収会社は社名だけでは親会社がわからないケースが多い。